# Handianus tauricus
Handianus tauricus är en insektsart som beskrevs av Logvinenko 1967. Handianus tauricus ingår i släktet Handianus och familjen dvärgstritar. Inga underarter finns listade i Catalogue of Life.